# Merlyn Dawson
Merlyn Dawson (nascido em 5 de abril de 1960) é um ex-ciclista olímpico belizenho. Representou sua nação em dois eventos nos Jogos Olímpicos de Verão de 1984.